# Poisson d'or
Poisson d'or est un roman de Jean-Marie Gustave Le Clézio publié le 2 mai 1997 aux éditions Gallimard et ayant reçu la même année le Grand prix Jean-Giono ainsi que le Prix Prince-Pierre-de-Monaco.

## Résumé
Le livre raconte l'histoire de Laïla, une jeune fille originaire d'Afrique du Nord qui émigre ensuite en France après s'être échappée de la maison où elle était maltraitée. L'intrigue est principalement basée sur les rencontres que fait Laïla au cours de sa vie et les embûches qui l'attendent sur son chemin.

## Éditions
- Poisson d'or, éditions Gallimard, 1997  (ISBN 2070749118).